# Трећа београдска гимназија
Трећа београдска гимназија је од оснивања 1891. године па све до 1956. године носила назив Трећа београдска гимназија, a једно време између ратова Трећа мушка реална гимназија. Позната је у једном периоду као Класична гимназија, a од 1963. Осма београдска гимназија. Ти називи Трећа, Класична, па Осма београдска, уз оне друге што их је донела једна недовољно осмишљена реформа пред крај седамдесетих година, обједињује живописно здање у Његошевој 15. На главном улазу Гимназије налази се бронзана плоча са угравираним натписом.

## Историја
- 1859. године за време II владавине кнеза Милоша оснива се на Теразијама полугимназија, популарно названа Теразијска полугимназија.
- 1875. године добија нов назив - Београдска нижа гимназија.
- 1891. године указом Министарства просвете и црквених послова Краљевине Србије добија назив Трећа београдска гимназија.
- 1906. године Трећа београдска гимназија усељава се у нову, посебно за њу зидану зграду, живописно здање у Његошевој 15 (на месту раније војне болнице[2]).
- 1956. године одлуком Секретаријата за просвету и културу Народног одбора среза Београда Трећа београдска гимназија је укинута, a у згради остају нижи разреди под називом Основна школа „Слободан Принцип - Сељо“. Касније се формира од одељења IV гимназије нова гимназија у Улици 1. маја (сада Генерал Жданова) и она добија име Трећа београдска.
- 1964. године одлуком Скупштине општине Врачар исељава се из зграде у Његошевој Основна школа „Слободан Принцип - Сељо“, a у зграду, која је годину дана раније проглашена спомеником културе као зграда Треће београдске гимназије, усељава се новоформирана гимназија под називом Осма београдска.
- 1968. године. током студентских протеста, домари и ученици разарају такозвану "малу школу" - гимназија привремено постаје сметлиште и јавни тоалет.
- 1980. године Законом о усмереном образовању и васпитању нестаје реч гимназија и школа добија назив Образовно-васпитна радна организација преводилачке и природно-техничке струке, скраћено - ОВРО.
- 1987. године променом Закона о усмереном образовању враћа се укинута реч „школа“, па од ове године Гимназија се зове Школа културолошко-језичке и природно-математичке струке.
- 1990. године најновијим Законом о средњем образовању и васпитању враћају се гимназије и Школа има опет званичан назив - Осма београдска гимназија.
- 1991. године, године обележавања 100 година рада као потпуне гимназије, Одбор за обележавање стогодишњице Гимназије покренуо је иницијативу за враћање изворног имена - Трећа београдска гимназија. Одељење историјских наука САНУ и Скупштина Града подржали су ову иницијативу истичући потребу да се гимназији врати њено првобитно име. По завршеном поступку у вези са изменама и допунама Статута и добијању Решења о давању сагласности Извршног савета Скупштине Града извршен је упис у судски регистар под називом - Трећа београдска гимназија, Његошева 15.
- 1999. године је додељена награда школи за најлепшу фасаду на Светској изложби у Паризу.
- 2019. године директорка постаје Олга Чокаш.[3]

## Зграда
Зграда Треће београдске гимназије, подигнута 1906. године. Архитекте су били Душан Живановић и Драгутин Ђорђевић.
Због своје архитектонске и историјске вредности проглашена је спомеником културе 1964. године као зграда Треће београдске гимназије. Из образложења Решења да је под заштитом државе се види да је школа саграђена у стилу академизма са јасно наглашеним класицистичким елементима у богатој спољној и унутрашњој пластичној декорацији. Зграда представља најбољи примерак прве најмодерније школске архитектуре са почетка 20. века по својим конструктивним, функционалним и стилским одликама.

## Одељења
Од школске 2004/2005. године свака уписна година има 10 одељења: 4 природно-математичка, 4 друштвено-језичка и 2 билингвална. У билингвалним одељењима настава се обавља на два језика, на италијанском или француском језику и српском језику. За похађање наставе у билингвалном одељењу претходно се мора положити пријемни испит из италијанског или француског језика. Школа сваке године прими 120 ученика која похађају природни смер, 120 ученика који похађају друштвено-језички смер и 60 ученика која похађају Билингвално (30 ученика која слушају наставу на француском и исти број ученика која наставу похађају на италијанском).
Школске 2019/2020. године формирано је додатно одељење за ученике који су посебно надарени за информатику.

## Бивши ђаци
- Борисав Атанасковић, књижевник, драмски писац за децу и одрасле, глумац, редитељ, драматург и уредник.[4]
- Борислав Пекић, романсијер, драмски писац и филмски сценариста;
- Бранимир Ћосић, књижевник и новинар;
- Влада Дивљан, рок музичар;
- Срђан Шапер, музичар и бизнисмен;
- Влајко Лалић, музичар;
- Драгана Варагић, глумица;
- Дарко Танасковић, оријенталиста и дипломата;
- Данило Бата Стојковић, глумац;
- Дејан Тиаго Станковић, књижевник и преводилац;
- Дубравка Стојановић, историчарка и редовни професор на Одељењу за историју Филозофског факултета у Београду;
- Душан Матић, песник, прозаиста, преводилац, један од покретача надреализма у српској књижевности;
- Зоран Цвијановић, глумац;
- Зоран Христић, композитор;
- Коча Поповић, филозоф, песник, официр, политичар и дипломата;
- Љубица Гојгић, новинарка, радијска и телевизијска водитељка;
- Мата Милошевић, позоришни и филмски редитељ, глумац, писац и педагог;
- Милан Спасић, поручник бојног брода друге класе Југословенске војске
- Милорад Мики Ристић, рок музичар (Дарквуд даб);
- Миодраг Мића Поповић, сликар, ликовни критичар, писац и филмски режисер;
- Момо Капор, сликар, књижевник и новинар;
- Павле Минчић, глумац и режисер;
- Стеван Филиповић, редитељ.
- Маргита Стефановић   рок музичарка (EKV), архитекта
- Јован Матић, реге музичар (Del Arno Band)
- Владан Матић, реге музичар (Del Arno Band)
- Небојша Лалић, ендокринолог, дијабетолог и академик
- Иван Павловић, академик, паразитолог

## Галерија
- Зграда у којој је започела рад Трећа београдска
- Табла на згради
- Трећа београдска гимназија, зграда домара школа
- Двориште гимназије
- Улаз у двориште Треће Београдске гимназије
- "Мала школа" - издвојено одељење Треће Београдске гимназије